# Salon des refusés
Pour les articles homonymes, voir Le Salon des refusées.

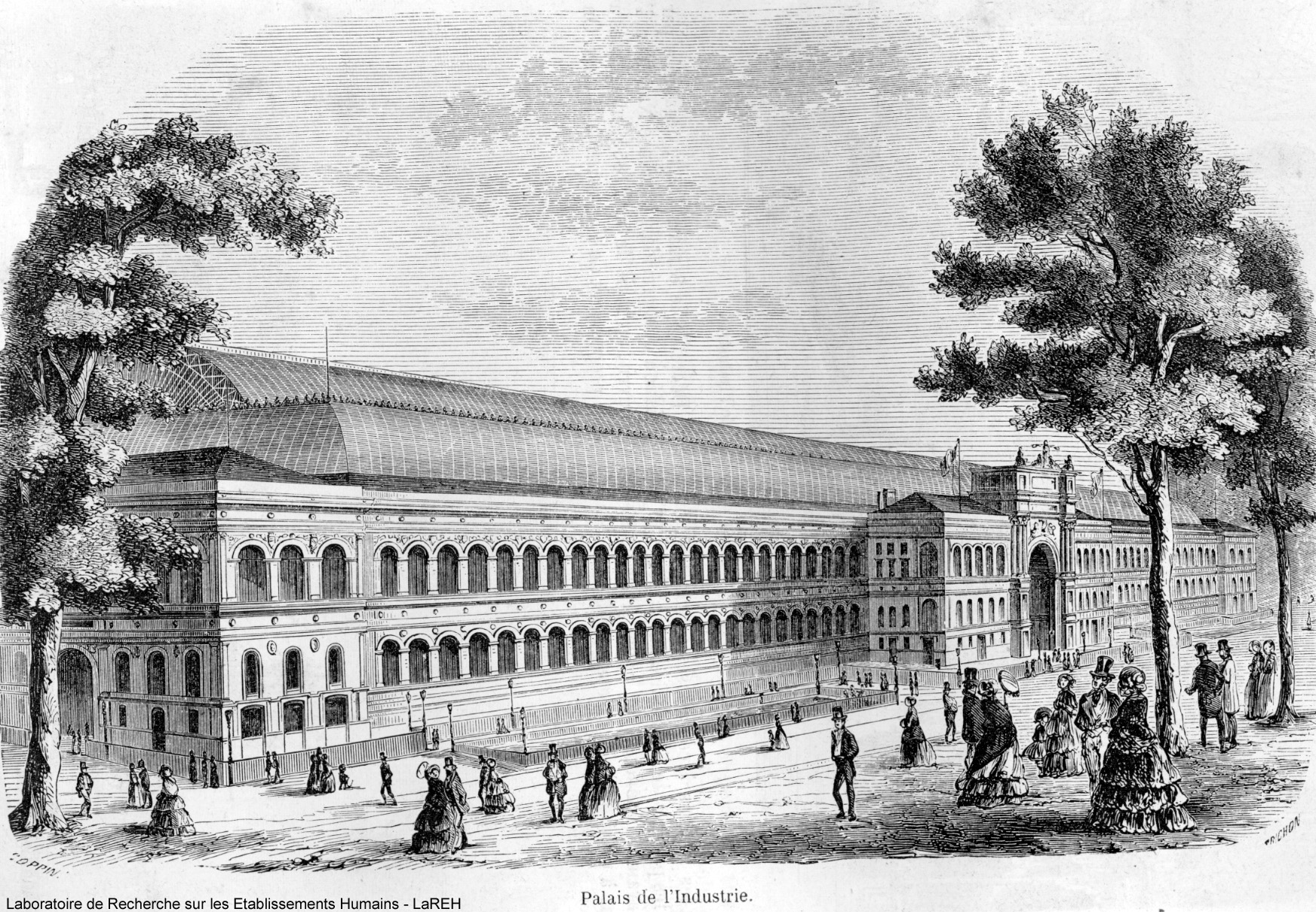
Façade du palais de l'Industrie à Paris.

L'« exposition des ouvrages non admis », que les médias et le public qualifient presque aussitôt de Salon des refusés, s'ouvre à Paris le 15 mai 1863 en marge du Salon officiel et expose, dans douze salles du palais des Champs-Élysées, annexe du palais de l'Industrie, 1 200 œuvres d'artistes, sous le patronage de Napoléon III conseillé par Viollet-le-Duc. L'empereur jugeait que le jury officiel était trop sévère, ce dernier ayant refusé 3 000 œuvres sur les 5 000 qui lui furent présentées et Viollet le Duc, en lutte contre l'Académie des beaux-arts, souhaitait une révolution artistique adaptée au monde moderne. Ce Salon est l'une des illustrations de l'émergence, dans la seconde moitié du XIXe siècle, d'une modernité artistique, en opposition avec le goût officiel.
Le Salon des refusés joue un rôle important dans l'histoire de l'art moderne, puisqu'il marque le début de la fin de l'Académie et du Salon comme institution nationale unique de diffusion des œuvres d'art. Les artistes ne cherchent plus à reproduire les règles enseignées par l'Académie mais à montrer leur capacité à inventer de nouveaux sujets et nouvelles manières d'occuper la position d'artiste. Après 1863, et par abus de langage et conséquemment à ce salon, d'autres expositions regroupant des « refusés » eurent lieu à Paris en 1864, 1873, 1875 et même 1886. On observe une véritable multiplication des associations d'artistes. C'est d'ailleurs dans ce contexte que va émerger la première exposition impressionniste.

## Historique du Salon des refusés

### Premières dissidences et grondes
La préhistoire du Salon des refusés remonte à 1846, quand le jury du Salon officiel parisien rejette plusieurs œuvres de Gustave Courbet, ce qui provoque la colère de critiques d'art comme Charles Baudelaire et Jules Champfleury. En 1848, la Deuxième République supprime le jury d'admission, ce qui a pour conséquence un Salon littéralement envahi d'œuvres de qualité très variable et la réaction très partagée des publics. Le président Louis-Napoléon Bonaparte fait rétablir le jury. L'une des conséquences est la création par Courbet du Pavillon du réalisme, regroupant ses propres tableaux, en marge de l'Exposition universelle de 1855 — qui incluait le Salon.
En 1859, nouvelle dissidence, un premier salon privé d’artistes refusés lors de la sélection officielle se déroule chez le peintre François Bonvin, qui présente chez lui Henri Fantin-Latour, Alphonse Legros ou Théodule Ribot. 
En 1861, le peintre et poète Théodore Véron (né en 1820), adresse à Napoléon III, une « supplique des Refusés ». L’empereur ordonne, lors de sa visite au palais de l’Industrie au mois d’avril 1863, soit une semaine avant l’ouverture du Salon, la création d’un « Salon des Refusés » qui permettra au public de voir les œuvres non agréées par le jury.

### 1863, les «Refusés» ont un espace
Cette année-là, en effet, le jury du Salon, désigné par les membres de l'Académie des beaux-arts, refusa plus de 3 000 œuvres sur les 5 000 envoyées. Face à cette intransigeance, le Salon fut vigoureusement contesté par les postulants exclus, dont Théodore Véron, Antoine Chintreuil ou encore Édouard Manet. À l'époque, le Salon est la seule façon pour un artiste de se faire connaître et d'acquérir une reconnaissance officielle, unique moyen d'obtenir des commandes publiques et une clientèle. 
L’empereur Napoléon III, informé du conflit, décide qu’une exposition des refusés se tiendra au palais de l'Industrie à Paris, bâtiment construit pour l’Exposition universelle de 1855. La décision de l'empereur fut publiée dans Le Moniteur universel du 24 avril 1863 :

« De nombreuses réclamations sont parvenues à l’Empereur au sujet des œuvres d’art qui ont été refusées par le jury de l’Exposition. Sa Majesté, voulant laisser le public juge de la légitimité de ces réclamations, a décidé que les œuvres d’art refusées seraient exposées dans une autre partie du palais de l’Industrie.

Cette exposition sera facultative, et les artistes qui ne voudraient pas y prendre part n’auront qu’à informer l’administration qui s’empressera de leur restituer leurs œuvres. »

Cette décision fut largement contestée par l’Académie et les artistes officiels de l’époque.

### Organisation de l'exposition
Un catalogue des artistes refusés ayant accepté de présenter leurs œuvres fut composé par le comité des artistes refusés qui s’était constitué entre-temps. Néanmoins, nombreux furent ceux qui retirèrent leurs œuvres et n’exposèrent pas cette année-là. On dénombre cependant 871 participants. 
La préface du catalogue manifestait la détermination des non-admis et leur regret du désistement de nombreux refusés :

« Ce catalogue a été composé en dehors de toute spéculation de librairie, par les soins du comité des artistes refusés par le jury d’admission au salon de 1863 ; sans le secours de l’administration et sur des notices recueillies de tous côtés à la hâte. […] En livrant la dernière page de ce catalogue à l’impression, le comité a accompli sa mission tout entière ; mais en la terminant, il éprouve le besoin d’exprimer le regret profond qu’il a ressenti, en constatant le nombre considérable des artistes qui n’ont pas cru devoir maintenir leurs ouvrages à la contre-exposition. Cette abstention est d’autant plus regrettable, qu’elle prive le public et la critique de bien des œuvres dont la valeur eût été précieuse, autant pour répondre à la pensée qui a inspiré la contre-exposition, que l’édification entière de cette épreuve, peut-être unique, qui nous est offerte. »

L’exposition se tint donc dans le palais de l'Industrie en 1863 et a permis à certains artistes de devenir célèbres, comme Édouard Manet qui y a exposé Le Déjeuner sur l'herbe, lequel a déclenché l'une des polémiques les plus violentes de l'histoire de l'art du XIXe siècle. Cependant, l’exposition des refusés n’eut pas lieu les années suivantes. Il faudra attendre la création du Salon des indépendants en 1884, organisé par la Société des artistes indépendants, pour que tous les artistes puissent présenter leurs œuvres librement, sans être soumises à l’appréciation d’un jury. La devise de ce Salon, « sans jury ni récompenses », témoignait de son désir de liberté. Le Salon des indépendants poursuit aujourd’hui encore la mission qu’il s’était donnée alors.

### Réception critique

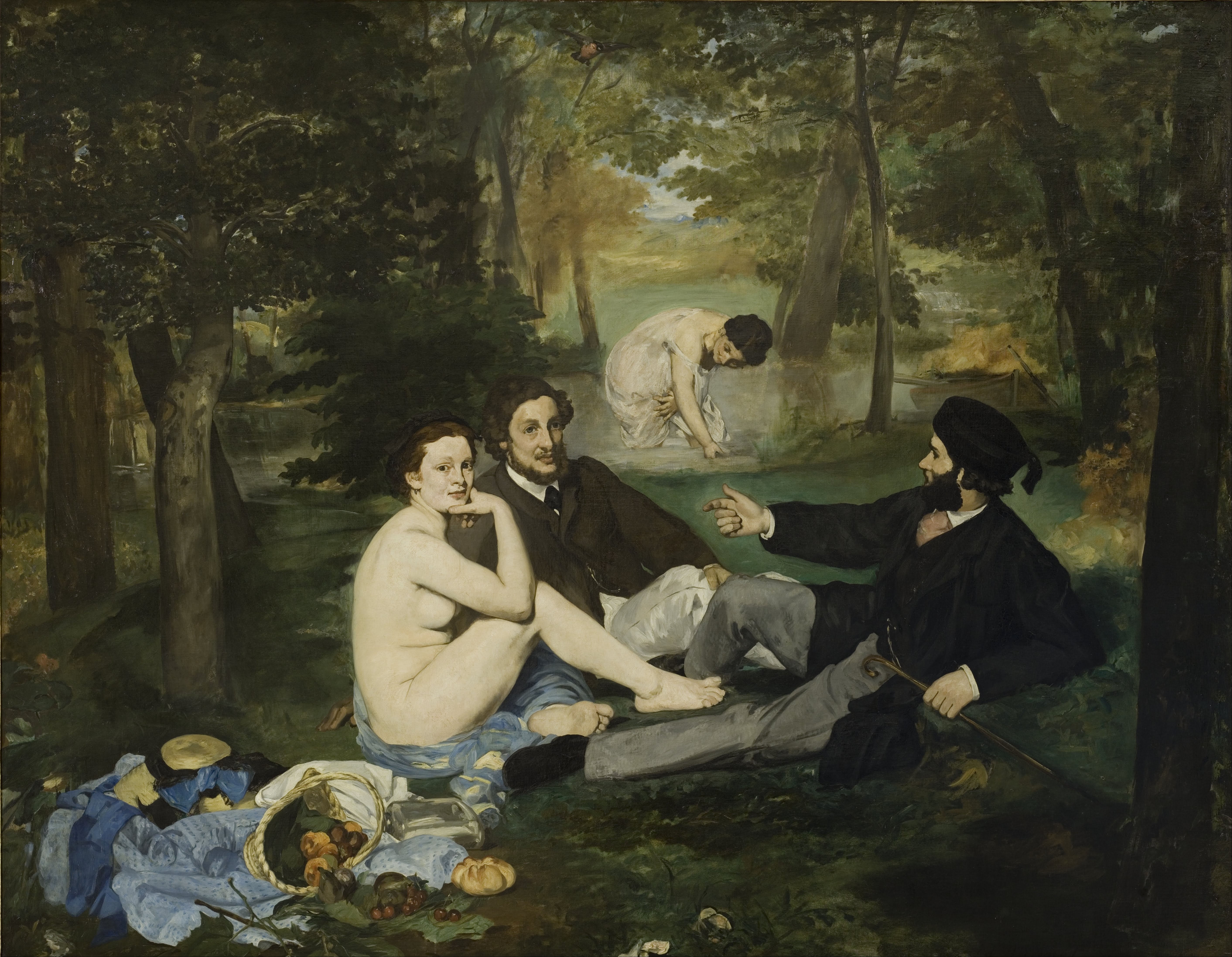
Édouard Manet, Le Déjeuner sur l'herbe (1863), Paris, musée d'Orsay.

Il y a peu de réactions de la part de la presse à l’égard de ces refusés, parmi lesquels se trouvent les peintres de la modernité : Camille Pissarro, Édouard Manet (avec trois tableaux : Le Bain — appelé aujourd’hui Le Déjeuner sur l'herbe —, Mlle V. en costume d'espada, Jeune Homme en costume de majo), Henri Harpignies, Henri Fantin-Latour, Whistler (qui présente Symphonie en blanc n° 1 : La Jeune Fille en blanc), mais encore Jongkind, Antoine Vollon (avec un Portrait de Joseph Soumy). 
Ce Salon étant ouvert à tous les artistes, le meilleur côtoyant le pire, quelques articles, probablement inspirés par l’Académie des beaux-arts, tournèrent cette affaire à son avantage et plus spécifiquement à l'avantage du jury, tel l'article de Maxime Du Camp, ami de Gustave Flaubert, dans la Revue des deux Mondes :

« […] Cette exhibition à la fois triste et grotesque est une des plus curieuses qu’on puisse voir. Elle prouve surabondamment, ce que du reste on savait déjà, que le jury se montre toujours d’une inconcevable indulgence. Sauf une ou deux exceptions très discutables […] on y rit comme aux farces du Palais-Royal […] »

Cette réaction du public fait l'objet d'un chapitre de L'Œuvre d'Émile Zola, roman de la série des Rougon-Macquart, construit autour de la vie du peintre Claude Lantier, où la sympathie de l'écrivain, ami de Paul Cézanne, était acquise aux « paysagistes » qui allaient devenir les impressionnistes.

## Les refusés après 1863
En 1864, le gouvernement français et l'administration des Beaux-arts, tout en n'accordant pas officiellement un nouvel espace d'exposition aux refusés du jury, tolèrent que ceux-ci s'organisent en association ou comité aux seuls motifs de pouvoir montrer leurs travaux et sous réserve qu'aucun désordre dans l'espace public ne soit constaté. C'est ainsi qu'Édouard Manet, entre autres, va exposer en marge du Salon Le Déjeuner sur l'herbe, ce qui provoqua un scandale par voie de presse et donc un arrêt d'autorisation préfectorale pour les années suivantes.
En 1867, voyant leurs tableaux toujours refusés par le jury du Salon, Auguste Renoir, Frédéric Bazille, Claude Monet, Alfred Sisley et Camille Pissarro signent une pétition pour le rétablissement d'un espace destiné aux refusés, mais en vain. Ils commencèrent à envisager de tenir leur propre exposition. En 1868, Charles-François Daubigny, alors membre du jury, est leur allié. Son plaidoyer obstiné permet aux futurs impressionnistes d'être enfin acceptés au Salon de 1868.
Dans la mouvance de la forte réaction politique après les événements parisiens de 1870-1871, la gronde s'amplifie dans certains milieux artistiques face aux conservatismes. En 1873 et 1875, toujours en marge du Salon officiel, un espace est ouvert aux refusés. Cette situation prend fin, en partie, en 1881 avec la réforme qui brise le monopole du Salon, transformé en Salon des artistes français, réorganisation qui permet l'éclosion de nombreux autres salons.